# Kvalsvenskan
Kvalsvenskan (av Kvalificering + Allsvenskan) var en kortlivad fotbollsserie för herrar i Sverige, spelad 1991 och 1992 för de fyra sämst placerade lagen i Allsvenskan och fyra lag från Division 1. Kvalsvenskan fungerade som kvalserie till Allsvenskan. De sex bästa lagen i Allsvenskan spelade dessa säsonger i Mästerskapsserien.

## Segrare
| Titlar | Klubb        |
| ------ | ------------ |
| 1991   | Östers IF    |
| 1992   | Halmstads BK |

## Slutsegrar i Kvalsvenskan
| Titlar | Klubb        |
| ------ | ------------ |
| 1      | Östers IF    |
| 1      | Halmstads BK |

### Fotnoter
1. ↑  Zendry Svärdkrona (3 oktober 2002). ”Stiltje och explosion” (på svenska). Sportbladet. https://www.aftonbladet.se/sportbladet/a/l1VPr3/stiltje-och-explosion. Läst 24 mars 2016.